# Dicranomyia (Dicranomyia) innocua
Dicranomyia (Dicranomyia) innocua is een tweevleugelige uit de familie steltmuggen (Limoniidae). De soort komt voor in het Oriëntaals gebied.